# Weston (Misuri)
Weston es una ciudad ubicada en el condado de Platte, Misuri, Estados Unidos. Según el censo de 2020, tiene una población de 1756 habitantes.

## Geografía
La localidad está ubicada en las coordenadas 39°24′15″N 94°53′29″O / 39.40417, -94.89139 (39.404135, -94.891259). Según la Oficina del Censo de los Estados Unidos, Weston tiene una superficie total de 9.11 km², de la cual 9.01 km² corresponden a tierra firme y 0.10 km² es agua.

## Demografía
Según el censo de 2020, hay 1756 personas residiendo en Weston. La densidad de población es de 194.89 hab./km². El 92.7% de los habitantes son blancos, el 0.1% son afroamericanos, el 0.8% son amerindios, el 0.1% son asiáticos, el 0.8% son de otras razas y el 5.5% son de una mezcla de razas. Del total de la población, el 2.6% son hispanos o latinos de cualquier raza.